# Ar-Ramadijja
Ar-Ramadijja – wieś w Syrii, w muhafazie Idlib. W 2004 roku liczyła 746 mieszkańców.